# Березин, Василий Дорофеевич
Василий Дорофеевич Березин (ок. 1802 — 1872) — священник Русской православной церкви, протоиерей, законоучитель Морского училища и Ларинской гимназии.

## Биография
Родился около 1802 года в семье диакона церкви села Терёбужки Санкт-Петербургской епархии. По окончании курса в Санкт-Петербургской духовной академии в 1827 году был назначен священником и законоучителем в Морской кадетский корпус; рукоположён во священника 17 сентября 1827 года. В 1836—1856 годах он состоял законоучителем также в Ларинской гимназии. Строго относился к исполнению обязанностей, налагаемых священством. Как преподаватель он сосредоточивал внимание учеников на сущности предмета, избегая всех несущественных подробностей и предпочитая «явное понимание кажущемуся многознанию». В этом направлении им и был составлен учебник «Истории Ветхого Завета», — одно из первых по времени руководств по закону Божию, который выдержал три издания (СПб. — 1844, 1846 и 1856).
Был награждён скуфьёй (1835), камилавкой (22 апреля 1839), золотым наперсным крестом (23 мая 1843).
Стал родоначальником одной из ветвей дворян Березиных. Был награждён орденом Святого Владимира 3-й степени; определением Сената от 16 февраля 1872 года вместе с детьми: Павлом, Евгением, Леонидом, Владимиром, Петром, Агафьей и Елизаветой был утверждён в дворянском достоинстве с правом внесения в III часть родословной книги. Жена — Александра Яковлевна.
Умер 9 (21) февраля 1872 года. Похоронен на Смоленском православном кладбище.